# Ocean’s Three and a Half
Ocean’s Three and a Half («Три с половиной друга Оушена») — седьмая серия седьмого сезона мультсериала «Гриффины». Премьерный показ состоялся 15 февраля 2009 года на канале FOX.

## Сюжет
Бонни, жена Джо, рожает девочку (вместе с крохотной инвалидной коляской), которую называют Сьюзи. В неё немедленно влюбляется Стьюи, который всячески старается ей понравиться. Впрочем, к концу эпизода он к ней охладевает без объяснения причин.
Тем временем Суонсонам приходит счёт из больницы на 20 000 долларов. У семьи нет таких денег. В «Пьяной устрице» к Джо подходит ростовщик (англ. Loan shark), который предлагает дать ему в долг. Джо расплатился с больницей, но остался должен ростовщику. Друзья пытаются помочь ему заработать 20 000, но безуспешно, и тогда Питер отправляется с просьбой о помощи к своему тестю, Картеру Пьютершмидту, но тот отказывает. Вскоре к Джо приходят бандиты-подручные, которые избивают его, требуя вернуть долг. Тогда Питер призывает своих друзей ограбить Картера. В назначенный день Питер, Кливленд и Куагмир проникают в дом Картера, где проходит светский приём. Джо координирует их действия из специально оборудованного автомобиля, припаркованного неподалёку. Питер с Куагмиром отвлекают гостей зажигательным танцем, а Кливленд тем временем спускается в подвал, где хранятся деньги. Вскоре троица успешно проникает в деньгохранилище и начинает набивать сумки пачками долларов, но в этот момент в машину с Джо врывается Лоис, которая требует прекратить ограбление. Она убеждает бывшего полицейского, что они поступают неправильно, и друзья не доводят дело до конца.
Лоис просит 20 000 у отца и отдаёт их Джо.

## Создание
Автор сценария: Черри Чеваправатдумронг
Режиссёр: Джон Холмквист
Композитор: Рон Джоунс
Приглашённые знаменитости: Жан-Поль Мано и Фрэнк Уэлкер